# Fudbalski klub Vardar 1947 2017-2018

## Rosa
| N. |                               | Ruolo | Calciatore                  |
| -- | ----------------------------- | ----- | --------------------------- |
| 1  | Macedonia del Nord (bandiera) | P     | Igor Aleksovski             |
| 3  | Macedonia del Nord (bandiera) | D     | Goran Popov (vice-capitano) |
| 5  | Macedonia del Nord (bandiera) | D     | Visar Musliu                |
| 6  | Macedonia del Nord (bandiera) | D     | Boban Grnčarov (capitano)   |
| 7  | Georgia (bandiera)            | A     | Jambul Jighauri             |
| 8  | Serbia (bandiera)             | C     | Vanja Marković              |
| 9  | Macedonia del Nord (bandiera) | A     | Dejan Blaževski             |
| 10 | Macedonia del Nord (bandiera) | C     | Boban Nikolov               |
| 11 | Armenia (bandiera)            | A     | Tigran Barseghyan           |
| 14 | Macedonia del Nord (bandiera) | D     | Darko Velkoski              |
| 16 | Macedonia del Nord (bandiera) | C     | Nikola Gligorov             |
| 17 | Macedonia del Nord (bandiera) | A     | Aco Stojkov                 |
| 19 | Armenia (bandiera)            | D     | Hovhannes Hambardzumyan     |

| N. |                               | Ruolo | Calciatore         |
| -- | ----------------------------- | ----- | ------------------ |
| 21 | Ucraina (bandiera)            | D     | Evgen Novak        |
| 23 | Macedonia del Nord (bandiera) | D     | Besir Demiri       |
| 28 | Macedonia del Nord (bandiera) | P     | Tomislav Pačovski  |
| 30 | Macedonia del Nord (bandiera) | D     | Todor Todoroski    |
| 32 | Macedonia del Nord (bandiera) | D     | Darko Glišić       |
| 33 | Macedonia del Nord (bandiera) | C     | Besar Iseni        |
| 48 | Brasile (bandiera)            | A     | Ytalo              |
| 70 | Brasile (bandiera)            | C     | Juan Felipe        |
| 72 | Russia (bandiera)             | A     | Maksim Maksimov    |
| 77 | Macedonia del Nord (bandiera) | D     | Vladica Brdarovski |
| 90 | Macedonia del Nord (bandiera) | P     | Filip Gačevski     |
| 97 | Macedonia del Nord (bandiera) | A     | Petar Petkovski    |